# Поліція Швеції
Поліція Швеції (швед. Svenska polisen) — сукупність урядових агентств Швеції, що займаються питаннями охорони правопорядку. На службі у шведській поліції перебуває 28500 осіб: 20000 поліцейських і 8500 осіб цивільного персоналу — з яких 39 % становлять жінки. 96 % діючих поліцейських перебувають у Шведському поліцейському союзі (швед. Polisförbundet).
Поліція Швеції складається з Національного департаменту поліції і 21 окружного управління.

## Технічні засоби

### Авіація

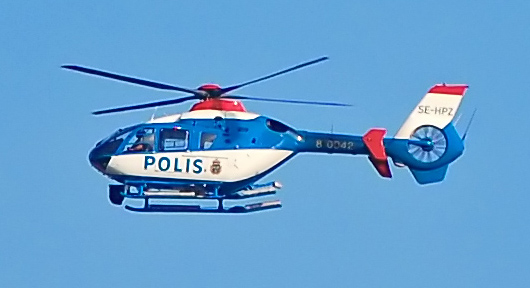
Шведський поліцейський вертоліт (Eurocopter EC135 P2).

Шведська поліція має кілька гелікоптерів підтримки. Основне їх завдання — спостереження та пошук. Гелікоптери базуються в декількох містах: Стокгольмі, Гетеборзі, Естерсунді та Будені. Використовувана модель — Eurocopter EC-135.

### Галерея

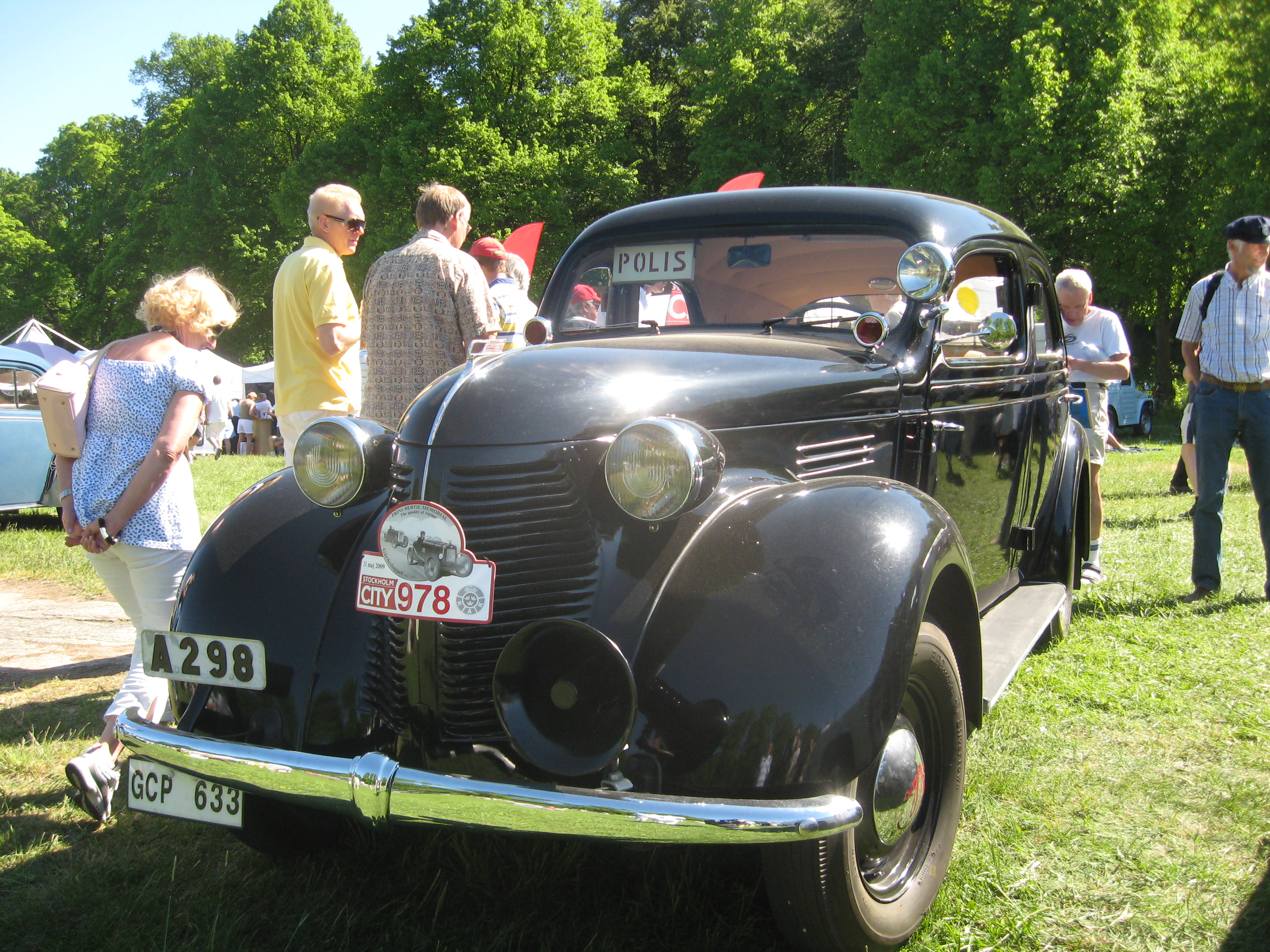
Volvo PV56 — поліцейський автомобіль 1939
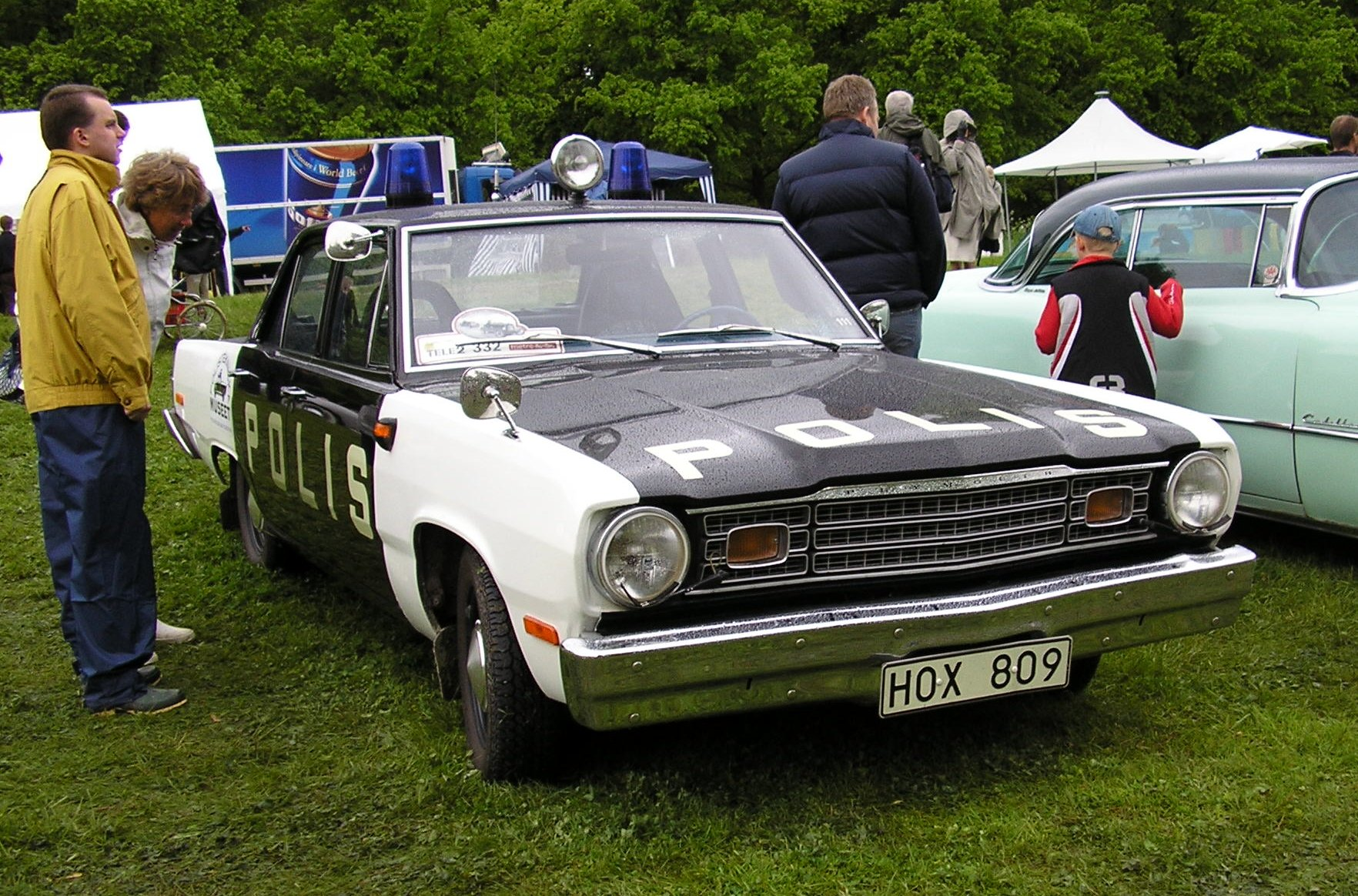
Plymouth Valiant — 1974 року
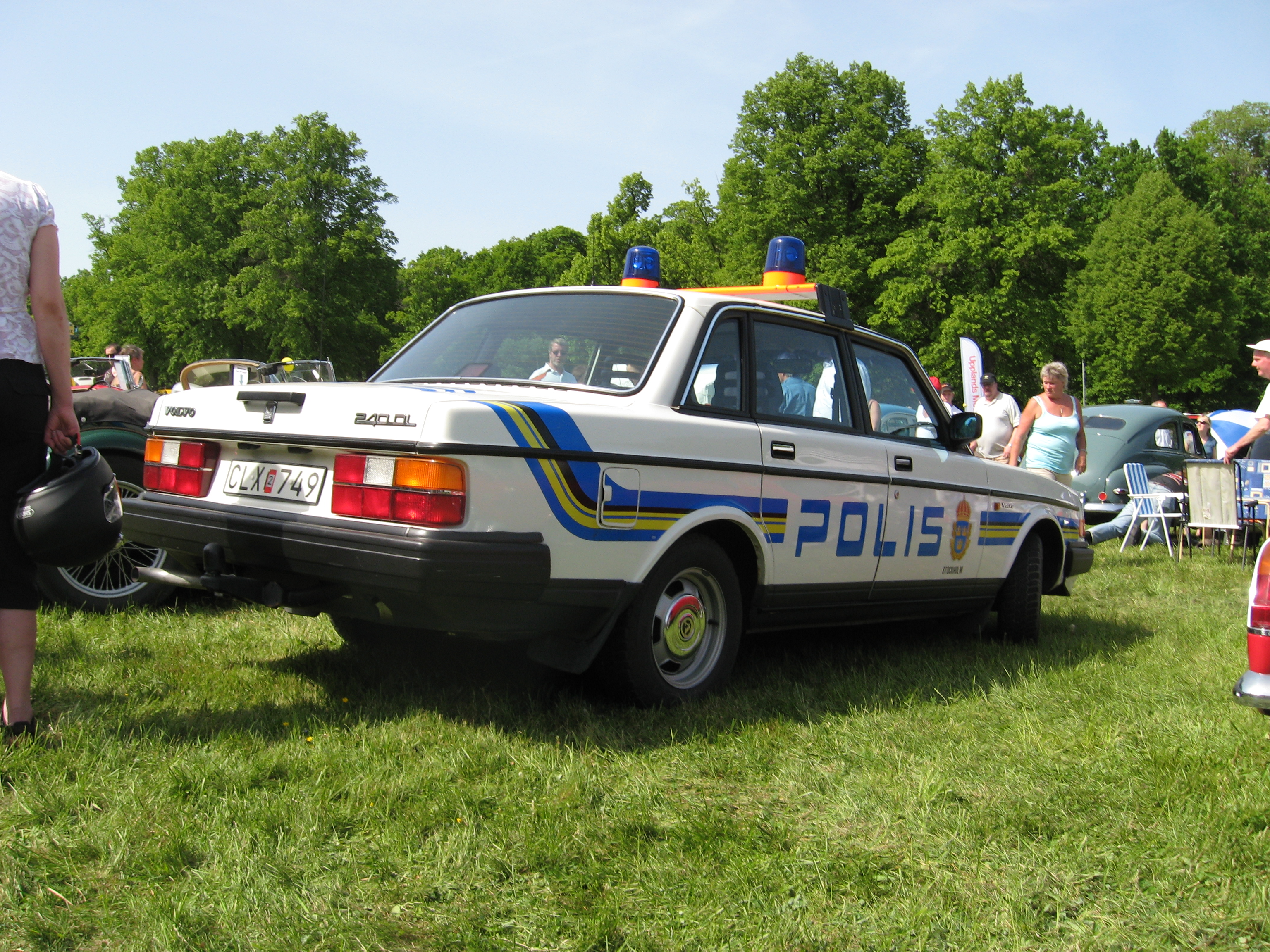
Volvo 244 в розфарбуванні середини 1980-х — початку 1990-х років
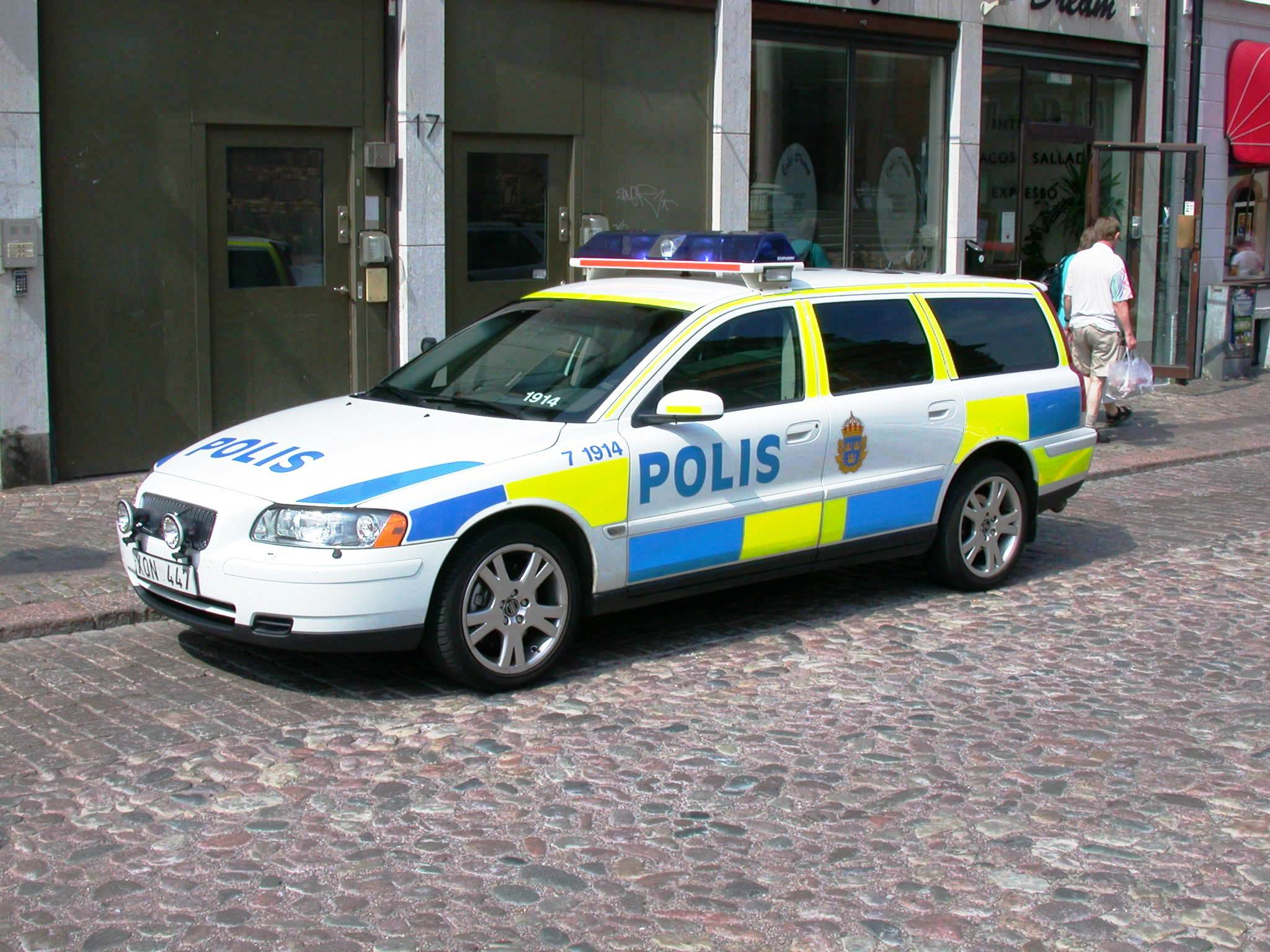
Volvo V70 — шведський поліцейський автомобіль в сучасному розфарбуванні
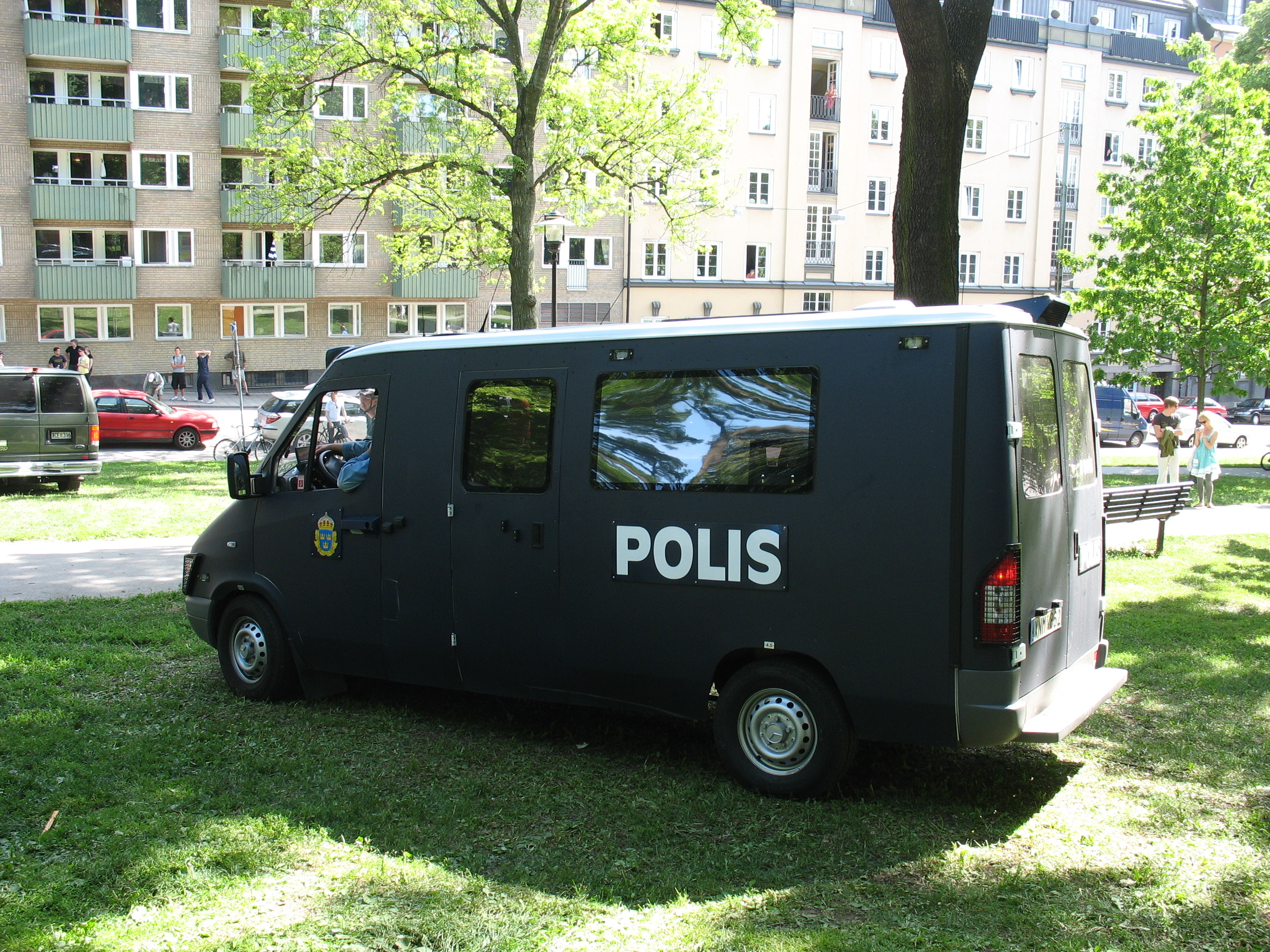
шведський поліцейський автомобіль для протидії бунтів
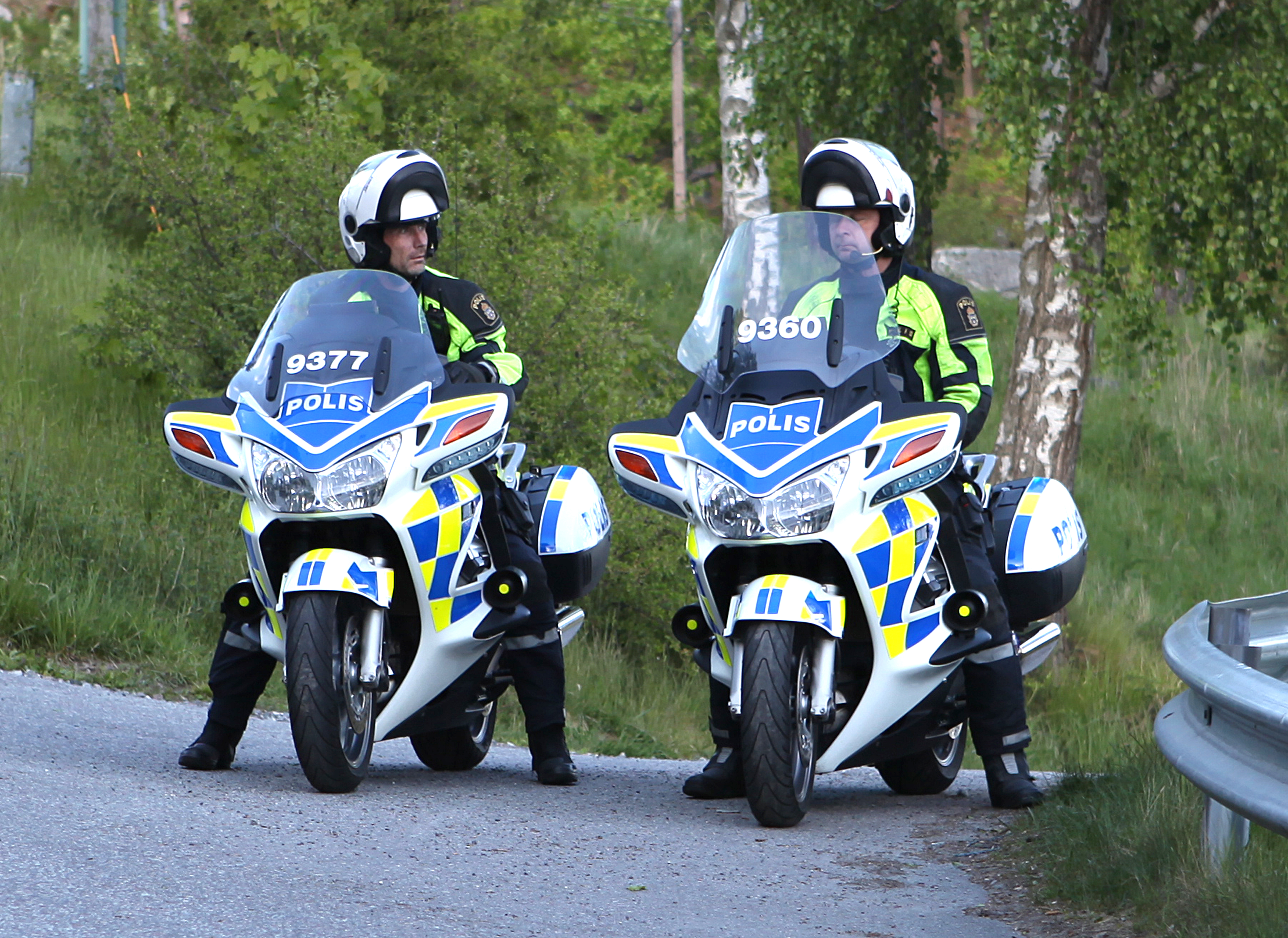
Шведські поліцейські мотоциклісти
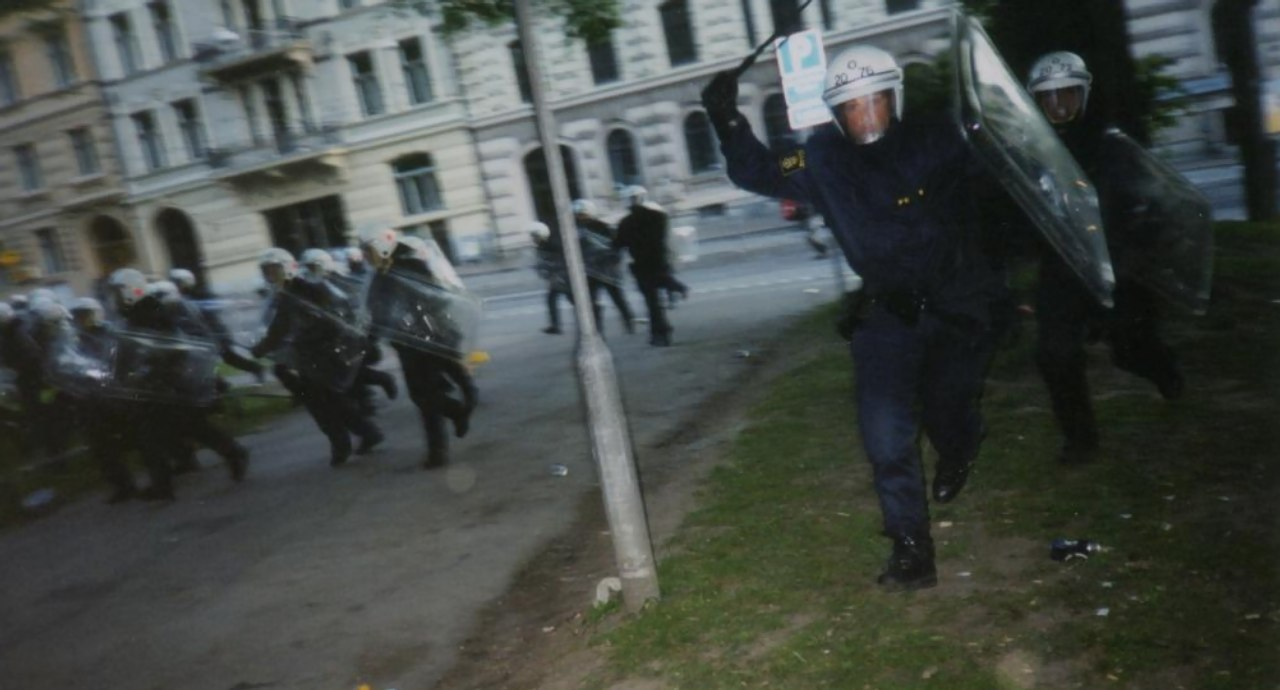
Дії проти демонстрантів під час протестів в Гетеборзі 2001 року
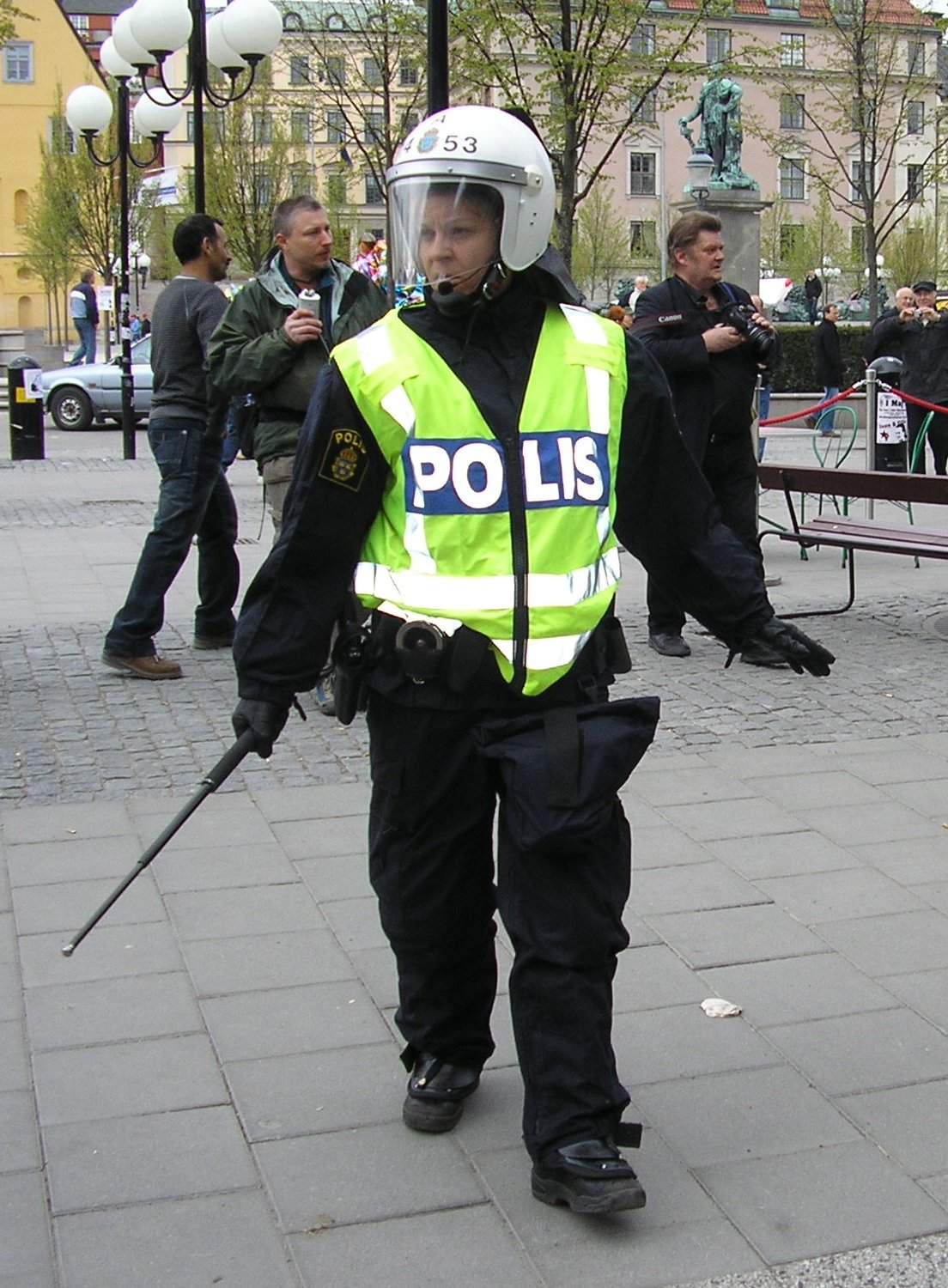
Сучасне обмундирування поліцейського, який протидіє бунтам